# Arantxa Rus
Arantxa Rus (Delft, 13 dicembre 1990) è una tennista olandese.

## Carriera

### Juniores
Nel 2008 ha vinto l'Australian Open di categoria battendo in finale Jessica Moore con il punteggio di 6-3, 6-4. Nello stesso anno nel torneo di doppio del Roland Garros ha raggiunto la finale insieme a Lesley Kerkhove ma le due sono state sconfitte da Polona Hercog e Jessica Moore. Pochi mesi dopo, sempre in doppio, ha raggiunto la semifinale degli US Open con Richèl Hogenkamp.

### Professionista
Fa il suo esordio nei tornei del Grande Slam, dopo essere stata la no. 1 juniores, durante il Roland Garros 2009 dove raggiunge il secondo turno venendo poi sconfitta da Jaroslava Švedova per 6-0, 6-2. Ripete il risultato per due volte nel 2011, agli Australian Open ed agli US Open, a Parigi invece migliora il risultando ottenendo un importante terzo turno dopo aver sconfitto la testa di serie numero due Kim Clijsters.
L’anno seguente, 2012, migliora il suo risultato al Roland Garros, raggiungendo il quarto turno dopo aver superato la tedesca Julia Görges con il punteggio di 7-5, 2-6, 6-2. Al Torneo di Wimbledon 2012 sconfigge la testa di serie no. 5 Samantha Stosur con 6-2, 0-6, 6-4 al secondo turno. Nel 2019 si aggiudica 10 tornei W25 ITF e apre il 2020 raggiungendo, dopo aver superato la polacca Magda Linette, il secondo turno degli Australian Open, primo Grand Slam dell’anno e la semifinale nel torneo WTA di Monterrey.
Nel 2023, vince i suoi primi titoli WTA di categoria '125': il primo a La Bisbal d'Empordà, battendo in finale Panna Udvardy; il secondo a Contrexéville, sconfiggendo in finale l'ex numero 11 del mondo Anastasija Pavljučenkova con un duplice 6-3. In luglio, l'olandese coglie la sua prima vittoria WTA di livello '250' ad Amburgo, eliminando Timofeeva, Podoroska, Lys e Saville, per prevalere in finale sulla rivelazione del torneo, la tedesca Noma Noha Akugue, col punteggio di 6-0, 7-6(3).

## Statistiche WTA

### Singolare

#### Vittorie (1)
| Legenda              |
| -------------------- |
| Grande Slam (0)      |
| Ori Olimpici (0)     |
| WTA Finals (0)       |
| WTA Elite Trophy (0) |
| Dal 2021             |
| WTA 1000 (0)         |
| WTA 500 (0)          |
| WTA 250 (1)          |

| N. | Data           | Torneo                         | Superficie  | Avversaria in finale | Punteggio   |
| 1. | 29 luglio 2023 | Hamburg European Open, Amburgo | Terra rossa | Noma Noha Akugue     | 6-0, 7-6(3) |

### Doppio

#### Vittorie (4)
| Legenda               | Legenda      |
| --------------------- | ------------ |
| Grande Slam (0)       |              |
| Ori Olimpici (0)      |              |
| WTA Finals (0)        |              |
| WTA Elite Trophy (0)  |              |
| Dal 2009 al 2020      | Dal 2021     |
| Premier Mandatory (0) | WTA 1000 (0) |
| Premier 5 (0)         | WTA 1000 (0) |
| Premier (0)           | WTA 500 (0)  |
| International (3)     | WTA 250 (1)  |

| N. | Data             | Torneo                       | Superficie  | Compagna         | Avversarie in finale                    | Punteggio        |
| 1. | 29 luglio 2017   | Swedish Open, Båstad         | Terra rossa | Quirine Lemoine  | María Irigoyen Barbora Krejčíková       | 3-6, 6-3, [10-8] |
| 2. | 9 agosto 2020    | Palermo Ladies Open, Palermo | Terra rossa | Tamara Zidanšek  | Elisabetta Cocciaretto Martina Trevisan | 7-5, 7-5         |
| 3. | 15 novembre 2020 | Austria Ladies Linz, Linz    | Cemento (i) | Tamara Zidanšek  | Lucie Hradecká Kateřina Siniaková       | 6-3, 6-4         |
| 4. | 7 marzo 2021     | Open de Lyon, Lione          | Cemento (i) | Viktória Kužmová | Eugenie Bouchard Olga Danilović         | 3-6, 7-5, [10-7] |

#### Sconfitte (3)
| Legenda               | Legenda      |
| --------------------- | ------------ |
| Grande Slam (0)       |              |
| Argenti Olimpici (0)  |              |
| WTA Finals (0)        |              |
| WTA Elite Trophy (0)  |              |
| Dal 2009 al 2020      | Dal 2021     |
| Premier Mandatory (0) | WTA 1000 (0) |
| Premier 5 (0)         | WTA 1000 (0) |
| Premier (0)           | WTA 500 (0)  |
| International (1)     | WTA 250 (2)  |

| N. | Data            | Torneo                         | Superficie  | Compagna           | Avversarie in finale                 | Punteggio        |
| 1. | 27 luglio 2019  | Palermo Ladies Open, Palermo   | Terra rossa | Ekaterine Gorgodze | Cornelia Lister Renata Voráčová      | 6(2)-7, 2-6      |
| 2. | 1º ottobre 2022 | Parma Ladies Open, Parma       | Terra rossa | Tamara Zidanšek    | Anastasia Dețiuc Miriam Kolodziejová | 6-1, 3-6, [8-10] |
| 3. | 20 luglio 2025  | Hamburg European Open, Amburgo | Terra rossa | Anna Bondár        | Nadiia Kičenok Makoto Ninomiya       | 4-6, 6-3, [9-11] |

## Statistiche WTA

### Singolare

#### Vittorie (2)
| N. | Data           | Torneo                                       | Superficie  | Avversaria in finale     | Punteggio   |
| 1. | 11 giugno 2023 | Open Internacional Femení Solgironès, Bisbal | Terra rossa | Panna Udvardy            | 7-6(2), 6-3 |
| 2. | 16 luglio 2023 | Grand Est Open 88, Contrexéville             | Terra rossa | Anastasija Pavljučenkova | 6-3, 6-3    |

#### Sconfitte (4)
| N. | Data             | Torneo                         | Superficie    | Avversaria in finale      | Punteggio   |
| 1. | 19 novembre 2017 | Taipei Ladies Open, Taipei     | Sintetico (i) | Belinda Bencic            | 6(3)-7, 1-6 |
| 2. | 12 giugno 2021   | Bol Open, Bol                  | Terra rossa   | Jasmine Paolini           | 2-6, 6(4)-7 |
| 3. | 31 luglio 2021   | Belgrade Ladies Open, Belgrado | Terra rossa   | Anna Karolína Schmiedlová | 3-6, 3-6    |
| 4. | 10 agosto 2024   | Hamburg European Open, Amburgo | Terra rossa   | Anna Bondár               | 4-6, 2-6    |

### Doppio

#### Sconfitte (2)
| N. | Data           | Torneo                                   | Superficie  | Compagna          | Avversarie in finale             | Punteggio        |
| 1. | 12 giugno 2022 | Open Internacional de Valencia, Valencia | Terra rossa | Aleksandra Panova | Aliona Bolsova Rebeka Masarova   | 0-6, 3-6         |
| 2. | 10 agosto 2024 | Hamburg European Open, Amburgo           | Terra rossa | Nina Stojanović   | Anna Bondár Kimberley Zimmermann | 7-5, 3-6, [9-11] |

## Statistiche ITF

### Singolare

#### Vittorie (33)
| Torneo $100.000 (0) |
| Torneo $80.000 (1)  |
| Torneo $75.000 (0)  |
| Torneo $60.000 (4)  |
| Torneo $50.000 (2)  |
| Torneo $40.000 (2)  |
| Torneo $25.000 (22) |
| Torneo $15.000 (0)  |
| Torneo $10.000 (2)  |

| N.  | Data              | Torneo                                                          | Superficie    | Avversaria in finale        | Punteggio           |
| 1.  | 26 agosto 2007    | Bokx Vastgoed Open, Vlaardingen                                 | Terra rossa   | Anne Schäfer                | 6(5)-7, 6-2, 6-2    |
| 2.  | 10 settembre 2007 | TEAN International, Alphen aan den Rijn                         | Terra rossa   | Renée Reinhard              | 4-6, 7-5, 7-6(2)    |
| 3.  | 19 aprile 2008    | Trofeo Martino, Bari                                            | Terra rossa   | Alberta Brianti             | 2-6, 7-5, 6-3       |
| 4.  | 23 novembre 2008  | Hart Open, Opole                                                | Sintetico (i) | Ana Vrljić                  | 4-6, 7-5, 6-3       |
| 5.  | 8 novembre 2009   | Open GDF SUEZ Nantes Atlantique, Nantes                         | Cemento (i)   | Renata Voráčová             | 6-3, 6-2            |
| 6.  | 1º aprile 2012    | Oaks Club Challenger, Osprey                                    | Terra verde   | Sesil Karatančeva           | 6-4, 6-1            |
| 7.  | 1º settembre 2013 | Open International Féminin de Wallonie de Tennis, Fleurus       | Terra rossa   | Diāna Marcinkēviča          | 6-3, 6-2            |
| 8.  | 8 settembre 2013  | TEAN International, Alphen aan den Rijn                         | Terra rossa   | Carina Witthöft             | 4-6, 6-2, 6-2       |
| 9.  | 6 ottobre 2013    | Torneo Internacional Ciudad de Vall de Uxò, La Vall d'Uixó      | Terra rossa   | Alizé Lim                   | 6-1, 6-1            |
| 10. | 13 ottobre 2013   | Torneo Internacional de Tenis Sant Cugat, Sant Cugat del Vallès | Terra rossa   | Alberta Brianti             | 6-4, 2-6, 6-2       |
| 11. | 2 ottobre 2016    | Chang ITF Thailand Pro Circuit Hua Hin, Hua Hin                 | Cemento       | Nicha Lertpitaksinchai      | 3-6, 7-6(4), 7-6(3) |
| 12. | 15 ottobre 2016   | Open Feminin 50, Équeurdreville-Hainneville                     | Cemento (i)   | Maryna Zanevs'ka            | 6-2, 6-1            |
| 13. | 9 luglio 2017     | Thermphos Challenger Zeeland, Middelburg                        | Terra rossa   | Valentini Grammatikopoulou  | 3-6, 6-2, 6-3       |
| 14. | 30 settembre 2017 | Chang ITF Thailand Pro Circuit Hua Hin, Hua Hin                 | Cemento       | Jacqueline Cako             | 6-1, 6-3            |
| 15. | 21 aprile 2019    | Forte Village International Tournament, Pula                    | Terra rossa   | Dar'ja Lopatecka            | 6(2)-7, 6-3, 6-1    |
| 16. | 28 aprile 2019    | Forte Village International Tournament, Pula                    | Terra rossa   | Elizabeth Halbauer          | 6-2, 6(8)-7, 6-1    |
| 17. | 7 luglio 2019     | ITF Women's Circuit Den Haag, L'Aia                             | Terra rossa   | Valentina Ivachnenko        | 6-2, 6-2            |
| 18. | 4 agosto 2019     | Open Castilla y León, El Espinar                                | Terra rossa   | Džulija Terzijska           | 6-4, 6-1            |
| 19. | 11 agosto 2019    | Acqua Dolomia Tennis Cup, Cordenons                             | Terra rossa   | Nika Radišič                | 4-6, 6-4, 6-1       |
| 20. | 8 settembre 2019  | Marbella Intecracy, Marbella                                    | Terra rossa   | Marina Bassols Ribera       | 6-2, 6-2            |
| 21. | 15 settembre 2019 | Forte Village International Tournament, Pula                    | Terra rossa   | Elisabetta Cocciaretto      | 6-3, 6(5)-7, 6-4    |
| 22. | 20 ottobre 2019   | Internacionales de Andalucìa Femeninos, Siviglia                | Terra rossa   | Patricia Maria Tig          | 6-4, 6-4            |
| 23. | 3 novembre 2019   | Kyotec Open, Pétange                                            | Cemento (i)   | Laura Ioana Paar            | 6-3, 3-6, 6-3       |
| 24. | 17 novembre 2019  | USTA National Event, Orlando                                    | Terra verde   | Irina Fetecău               | 6-3, 6-2            |
| 25. | 15 agosto 2021    | ITF World Tennis Tour Gran Canaria, San Bartolomé de Tirajana   | Terra rossa   | Mayar Sherif                | 6-4, 6-2            |
| 26. | 22 agosto 2021    | ITF World Tennis Tour Maspalomas, San Bartolomé de Tirajana     | Terra rossa   | Victoria Jiménez Kasintseva | 6-0, 6-1            |
| 27. | 26 settembre 2021 | Open Ciudad de Valencia, Valencia                               | Terra rossa   | Mihaela Buzărnescu          | 6-4, 7-6(3)         |
| 28. | 1º maggio 2022    | ForteVillage ITF Trophy, Pula                                   | Terra rossa   | Marie Benoît                | 6-4, 6-4            |
| 29. | 7 agosto 2022     | ITF World Tennis Tour Gran Canaria, San Bartolomé de Tirajana   | Terra rossa   | Polina Kudermetova          | 6-3, 3-6, 6-1       |
| 30. | 13 novembre 2022  | Sharm ElSheikh Egypt Women's Future, Sharm el-Sheikh            | Cemento       | Julija Hatoŭka              | 6-2, 6-1            |
| 31. | 19 marzo 2023     | Mesa de Yeguas, Anapoima                                        | Terra rossa   | Sinja Kraus                 | 6-3, 6(3)-7, 6-2    |
| 32. | 9 luglio 2023     | BICT Groep ITF The Hague, L'Aia                                 | Terra rossa   | Sára Bejlek                 | 7-6(3), 6-4         |
| 33. | 14 luglio 2024    | BICT Groep ITF The Hague, L'Aia                                 | Terra rossa   | Gina Feistel                | 6-1, 4-6, 6-2       |

#### Sconfitte (16)
| Torneo $100.000 (3) |
| Torneo $80.000 (0)  |
| Torneo $75.000 (0)  |
| Torneo $60.000 (3)  |
| Torneo $50.000 (1)  |
| Torneo $40.000 (0)  |
| Torneo $25.000 (7)  |
| Torneo $15.000 (1)  |
| Torneo $10.000 (0)  |

| N.  | Data             | Torneo                                                                          | Superficie    | Avversaria in finale  | Punteggio           |
| 1.  | 21 ottobre 2007  | ITF Femenil San Luis Potosí, San Luis Potosí                                    | Cemento       | Mariana Duque Mariño  | 6–3, 4–6, 3–6       |
| 2.  | 20 luglio 2008   | Zwevegem Ladies Open, Zwevegem                                                  | Terra rossa   | Ksenija Milevskaja    | 4-6, 6-3, 6(5)-7    |
| 3.  | 13 febbraio 2011 | Salk Ladies, Stoccolma                                                          | Cemento (i)   | Kristina Mladenovic   | 3-6, 4-6            |
| 4.  | 15 maggio 2011   | Open International Féminin Midi-Pyrénées Saint-Gaudens Comminges, Saint-Gaudens | Terra rossa   | Anastasija Pivovarova | 6(4)–7, 7–6(3), 2–6 |
| 5.  | 3 luglio 2011    | International Country Cuneo, Cuneo                                              | Terra rossa   | Anna Tatišvili        | 4-6, 3-6            |
| 6.  | 4 luglio 2015    | Zeeland Open, Zelanda                                                           | Cemento       | Quirine Lemoine       | 1-6, 2-6            |
| 7.  | 21 febbraio 2016 | Altenkirchen Ladies Open, Altenkirchen                                          | Sintetico (i) | Ysaline Bonaventure   | 3-6, 3-6            |
| 8.  | 28 gennaio 2018  | Open GDF SUEZ 42, Andrézieux-Bouthéon                                           | Cemento (i)   | Georgina García Pérez | 2-6, 0-6            |
| 9.  | 3 novembre 2018  | AEGON Pro Series Wirral, Wirral                                                 | Cemento (i)   | Diāna Marcinkēviča    | 6(2)-7, 6-0, 6(4)-7 |
| 10. | 20 gennaio 2019  | ITF Women's Circuit Singapore, Singapore                                        | Cemento       | Ankita Raina          | 3-6, 2-6            |
| 11. | 2 febbraio 2020  | Open GDF SUEZ 42, Andrézieux-Bouthéon                                           | Cemento (i)   | Ysaline Bonaventure   | 4-6, 6(3)-7         |
| 12. | 16 maggio 2021   | Solgironès Open Catalunya, La Bisbal d'Empordà                                  | Terra rossa   | Irina Chromačëva      | 4-6, 6-1, 6(8)-7    |
| 13. | 6 novembre 2022  | PAF Open, Haabneeme                                                             | Cemento (i)   | Malene Helgø          | 4-6, 2-6            |
| 14. | 5 marzo 2023     | Arcadia Women's Pro Open, Arcadia                                               | Cemento       | Sara Errani           | w/o                 |
| 15. | 13 ottobre 2024  | Women's TEC Cup, Cornellà de Llobregat                                          | Cemento       | Olga Danilović        | 2-6, 0-6            |
| 16. | 3 agosto 2025    | ITF Disa Gran Canaria, Maspalomas                                               | Terra rossa   | Kaitlin Quevedo       | 6-4, 2-6, 4-6       |

### Doppio

#### Vittorie (15)
| Torneo $100.000 (1) |
| Torneo $80.000 (1)  |
| Torneo $75.000 (0)  |
| Torneo $60.000 (2)  |
| Torneo $50.000 (2)  |
| Torneo $40.000 (1)  |
| Torneo $25.000 (8)  |
| Torneo $15.000 (0)  |
| Torneo $10.000 (0)  |

| N.  | Data              | Torneo                                                          | Superficie      | Partner             | Rivali in finale                           | Risultato         |
| 1.  | 27 ottobre 2007   | ITF Women's Circuit Messico City, Città del Messico             | Cemento         | Nicole Thijssen     | Ivana Abramović Maria Abramović            | 6-0, 6-1          |
| 2.  | 14 febbraio 2011  | Salk Ladies, Stoccolma                                          | Cemento (i)     | Nastas'sja Jakimava | Claire Feuerstein Ksenija Lykina           | 6-3, 2-6, [10-8]  |
| 3.  | 12 maggio 2013    | Open GDF SUEZ de Cagnes-sur-Mer Alpes-Maritimes, Cagnes-sur-Mer | Terra rossa     | Vania King          | Catalina Castaño Teliana Pereira           | 4-6, 7-5, [10-8]  |
| 4.  | 28 ottobre 2013   | Caesar & Imperial Cup, Taipei                                   | Cemento (i)     | Lesley Kerkhove     | Chen Yi Luksika Kumkhum                    | 6-4, 2-6, [14-12] |
| 5.  | 30 agosto 2014    | Open International Féminin de Wallonie de Tennis, Fleurus       | Terra rossa     | Demi Schuurs        | Hilda Melander Marina Mel'nikova           | 6-4, 6-1          |
| 6.  | 22 febbraio 2016  | Beinasco Open, Beinasco                                         | Terra rossa (i) | İpek Soylu          | Lina Ǵorčeska Dea Herdželaš                | 6-4, 6-2          |
| 7.  | 30 aprile 2016    | Wiesbaden Tennis Open, Wiesbaden                                | Terra rossa     | Marie Benoît        | Steffi Distelmans Demi Schuurs             | 6-2, 6-2          |
| 8.  | 10 settembre 2016 | Hungarian Pro Circuit Ladies Open, Budapest                     | Terra rossa     | Cindy Burger        | Ágnes Bukta Jesika Malečková               | 6-1, 6-4          |
| 9.  | 20 gennaio 2019   | ITF Women's Circuit Singapore, Singapore                        | Cemento         | Quirine Lemoine     | Pei Hsuan Chen Fang-Hsien Wu               | 6-2, 6-4          |
| 10. | 13 agosto 2022    | ITF World Tennis Tour Gran Canaria, San Bartolomé de Tirajana   | Terra rossa     | Ángela Fita Boluda  | Elina Avanesjan Diana Šnaider              | 6-4, 6-4          |
| 11. | 19 agosto 2022    | Ciudad de Ourense, Ourense                                      | Cemento         | Maria Mateas        | Yvonne Cavallé Reimers Lucía Cortez Llorca | 6-4, 5-7, [10-7]  |
| 12. | 12 novembre 2022  | Sharm ElSheikh Egypt Women's Future, Sharm el-Sheikh            | Cemento         | Nina Stojanović     | Magali Kempen Lu Jiajing                   | 7-6(1), 6-2       |
| 13. | 15 aprile 2023    | Zaragoza Open, Saragozza                                        | Terra rossa     | Diane Parry         | Asia Muhammad Eden Silva                   | 6-1, 4-6, [10-5]  |
| 14. | 8 luglio 2023     | BICT Groep ITF The Hague, L'Aia                                 | Terra rossa     | Kristina Mladenovic | Jasmijn Gimbrère Isabelle Haverlag         | 6-4, 6-0          |
| 15. | 12 luglio 2025    | BICT Groep ITF The Hague, L'Aia                                 | Terra rossa     | Joy de Zeeuw        | Polina Bachmutkina Kristina Kroitor        | 6-2, 6-2          |

#### Sconfitte (19)
| Torneo $100.000 (3) |
| Torneo $80.000 (1)  |
| Torneo $75.000 (0)  |
| Torneo $60.000 (0)  |
| Torneo $50.000 (3)  |
| Torneo $40.000 (0)  |
| Torneo $25.000 (12) |
| Torneo $15.000 (0)  |
| Torneo $10.000 (0)  |

| N.  | Data              | Torneo                                                                                                 | Superficie    | Partner              | Rivali in finale                               | Risultato            |
| 1.  | 22 novembre 2008  | Hart Open, Opole                                                                                       | Sintetico (i) | Katarzyna Piter      | Karolina Kosińska Aleksandra Rosolska          | 6–2, 6(6)–7, [7–10]  |
| 2.  | 31 maggio 2010    | Due Ponti Cup, Roma                                                                                    | Terra rossa   | Iryna Brémond        | Christina McHale Olivia Rogowska               | 4–6, 1–6             |
| 3.  | 5 ottobre 2013    | Torneo Internacional Ciudad de Vall de Uxò, La Vall d'Uixó                                             | Terra rossa   | Cindy Burger         | Florencia Molinero Laura Thorpe                | 1–6, 4–6             |
| 4.  | 28 giugno 2014    | Internationaler Württembergische Damen-Tennis-Meisterschaften um den Stuttgarter Stadtpokal, Stoccarda | Terra rossa   | Lesley Kerkhove      | Viktorija Golubic Laura Siegemund              | 3–6, 3–6             |
| 5.  | 26 settembre 2014 | Royal Cup NLB Montenegro, Podgorica                                                                    | Terra rossa   | Xenia Knoll          | Alexandra Cadanțu Stephanie Vogt               | 1–6, 6–3, [2–10]     |
| 6.  | 11 ottobre 2014   | Internacional Femenil Monterrey, Monterrey                                                             | Cemento       | Elise Mertens        | Lourdes Domínguez Lino Mariana Duque Mariño    | 3–6, 6(4)–7          |
| 7.  | 25 gennaio 2015   | Daytona Beach Open, Daytona Beach                                                                      | Terra verde   | Elise Mertens        | Sanaz Marand Jan Abaza                         | 4–6, 6–3, [6–10]     |
| 8.  | 12 settembre 2015 | TEAN International, Alphen aan den Rijn                                                                | Terra rossa   | Lesley Kerkhove      | Quirine Lemoine Eva Wacanno                    | 6–3, 4–6, [7–10]     |
| 9.  | 10 ottobre 2015   | Kirkland Tennis Challenger, Kirkland                                                                   | Cemento       | Lesley Kerkhove      | Stéphanie Foretz Mandy Minella                 | 4–6, 6–4, [4–10]     |
| 10. | 18 agosto 2018    | Vancouver Open, Vancouver                                                                              | Cemento       | Kateryna Kozlova     | Desirae Krawczyk Giuliana Olmos                | 2–6, 5–7             |
| 11. | 28 ottobre 2018   | Internationaux Féminins de la Vienne, Poitiers                                                         | Cemento (i)   | Viktorija Golubic    | Anna Blinkova Aleksandra Panova                | 1-6, 1-6             |
| 12. | 7 settembre 2019  | Marbella Intecracy ITF Cup, Marbella                                                                   | Terra rossa   | Gabriella Taylor     | Irene Burillo Escorihuela Andrea Lazaro Garcia | 2-6, 4-6             |
| 13. | 18 ottobre 2019   | Internacionales de Andalucìa Femeninos, Siviglia                                                       | Terra rossa   | Eva Guerrero Alvarez | Marie Benoît Julia Wachaczyk                   | 0–6, 7–6(3), [4–10]  |
| 14. | 2 novembre 2019   | Kyotec Open, Pétange                                                                                   | Cemento (i)   | Katarzyna Piter      | Laura Ioana Paar Julia Wachaczyk               | 6(13)–7, 6-1, [9–11] |
| 15. | 15 febbraio 2020  | Zed Tennis Open, Il Cairo                                                                              | Cemento       | Mayar Sherif         | Aleksandra Krunić Katarzyna Piter              | 4-6, 2-6             |
| 16. | 30 aprile 2022    | ForteVillage ITF Trophy, Pula                                                                          | Terra rossa   | Leyre Romero Gormaz  | Justina Mikulskytė Nika Radišić                | 6-4, 5-7, [7-10]     |
| 17. | 5 novembre 2022   | PAF Open, Haabneeme                                                                                    | Cemento (i)   | Dalila Jakupovič     | Malene Helgø Suzan Lamens                      | 2-6, 1-6             |
| 18. | 8 aprile 2023     | ForteVillage ITF Trophy, Pula                                                                          | Terra rossa   | Angelica Moratelli   | Weronika Falkowska Valentini Grammatikopoulou  | 1-6, 1-6             |
| 19. | 12 agosto 2023    | ITF Disa Gran Canaria, Maspalomas                                                                      | Terra rossa   | Leyre Romero Gormaz  | Tímea Babos Anna Bondár                        | 4-6, 6-3, [4-10]     |

## Grand Slam Junior

### Singolare

#### Vittorie (1)
| Tornei del Grande Slam  |
| ----------------------- |
| Australian Open (1)     |
| Open di Francia (0)     |
| Torneo di Wimbledon (0) |
| US Open (0)             |

| N. | Data            | Torneo                     | Superficie | Avversario in finale | Punteggio |
| 1. | 26 gennaio 2008 | Australian Open, Melbourne | Cemento    | Jessica Moore        | 6-3, 6-4  |

### Doppio

#### Sconfitte (1)
| Tornei del Grande Slam  |
| ----------------------- |
| Australian Open (0)     |
| Open di Francia (1)     |
| Torneo di Wimbledon (0) |
| US Open (0)             |

| N. | Data          | Torneo                  | Superficie  | Compagna        | Avversarie in finale        | Punteggio        |
| 1. | 7 giugno 2008 | Open di Francia, Parigi | Terra rossa | Lesley Kerkhove | Polona Hercog Jessica Moore | 7-5, 1-6, [7-10] |

## Risultati in progressione
| Sigla | Risultato               |
| ----- | ----------------------- |
| V     | Vincitore               |
| F     | Finalista               |
| SF    | Semifinalista           |
| O     | Oro olimpico            |
| A     | Argento olimpico        |
| SF    | Bronzo olimpico         |
| QF    | Quarti di Finale        |
| 4T    | Quarto turno            |
| 3T    | Terzo turno             |
| 2T    | Secondo turno           |
| 1T    | Primo turno             |
| RR    | Round Robin             |
| LQ    | Turno di qualificazione |
| A     | Assente                 |
| ND    | Non disputato           |

| Legenda superfici    |
| -------------------- |
| Cemento              |
| Terra battuta        |
| Erba                 |
| Superficie variabile |

### Singolare nei tornei del Grande Slam
| Torneo          | 2009 | 2010 | 2011 | 2012 | 2013 | 2014 | 2015 | 2016 | 2017 | 2018 | 2019 | 2020 | 2021 | 2022 | 2023 | V--S  |
| --------------- | ---- | ---- | ---- | ---- | ---- | ---- | ---- | ---- | ---- | ---- | ---- | ---- | ---- | ---- | ---- | ----- |
| Australian Open | A    | A    | 2T   | 1T   | 1T   | Q1   | A    | A    | Q1   | Q1   | Q1   | 2T   | 1T   | 1T   | Q1   | 2-6   |
| Open di Francia | 2T   | A    | 3T   | 4T   | 1T   | A    | A    | A    | Q3   | 1T   | Q1   | 1T   | 1T   | 1T   | 1T   | 6-9   |
| Wimbledon       | A    | 1T   | A    | 3T   | 1T   | A    | A    | A    | Q1   | 1T   | Q3   | ND   | 1T   | 1T   | Q2   | 2-6   |
| US Open         | 1T   | A    | 2T   | 1T   | A    | Q1   | A    | A    | Q1   | 1T   | Q1   | 1T   | 1T   | 1T   | 1T   | 1-8   |
| Totale          | 1-2  | 0-1  | 4-3  | 5-4  | 0-3  | 0-0  | 0-0  | 0-0  | 0-0  | 0-3  | 0-0  | 1-3  | 0-4  | 0-4  | 0-2  | 11-29 |

### Doppio nei tornei del Grande Slam
| Torneo          | 2009 | 2010 | 2011 | 2012 | 2013 | 2014 | 2015 | 2016 | 2017 | 2018 | 2019 | 2020 | 2021 | 2022 | 2023 | V--S |
| --------------- | ---- | ---- | ---- | ---- | ---- | ---- | ---- | ---- | ---- | ---- | ---- | ---- | ---- | ---- | ---- | ---- |
| Australian Open | A    | A    | A    | 1T   | 1T   | A    | A    | A    | A    | A    | A    | A    | 2T   | 1T   | A    | 1-4  |
| Open di Francia | A    | A    | A    | A    | 1T   | A    | A    | A    | A    | A    | A    | 2T   | 2T   | A    | A    | 2-3  |
| Wimbledon       | A    | A    | A    | 1T   | A    | A    | A    | A    | A    | Q1   | A    | ND   | 4T   | 2T   | A    | 4-3  |
| US Open         | A    | A    | 1T   | 1T   | A    | A    | A    | A    | A    | A    | A    | A    | 1T   | 1T   | 3T   | 2-5  |
| Totale          | 0-0  | 0-0  | 0-1  | 0-3  | 0-2  | 0-0  | 0-0  | 0-0  | 0-0  | 0-0  | 0-0  | 1-1  | 5-4  | 1-3  | 2-1  | 9-15 |

## Vittorie contro giocatrici Top 10
| Stagione | 2011 | 2012 | Totale |
| Vittorie | 1    | 1    | 2      |

| #    | Giocatrice      | Ranking | Evento                      | Superficie  | Turno | Punteggio     | Rank. ARR |
| ---- | --------------- | ------- | --------------------------- | ----------- | ----- | ------------- | --------- |
| 2011 |                 |         |                             |             |       |               |           |
| 1.   | Kim Clijsters   | 2       | Open di Francia, Parigi     | Terra rossa | 2T    | 3-6, 7-5, 6-1 | 114       |
| 2012 |                 |         |                             |             |       |               |           |
| 2.   | Samantha Stosur | 5       | Torneo di Wimbledon, Londra | Erba        | 2T    | 6-2, 0-6, 6-4 | 73        |